# Belgium a 2014. évi téli olimpiai játékokon
Belgium az oroszországi Szocsiban megrendezett 2014. évi téli olimpiai játékok egyik részt vevő nemzete volt. Az országot az olimpián 5 sportágban 7 sportoló képviselte, akik érmet nem szereztek.

## Bob
Női
| Versenyző                     | Versenyszám | 1. futam | 1. futam | 2. futam | 2. futam | 3. futam | 3. futam | 4. futam | 4. futam | Összesítés | Összesítés |
| Versenyző                     | Versenyszám | Idő      | Hely.    | Idő      | Hely.    | Idő      | Hely.    | Idő      | Hely.    | Idő        | Helyezés   |
| ----------------------------- | ----------- | -------- | -------- | -------- | -------- | -------- | -------- | -------- | -------- | ---------- | ---------- |
| Hanna Mariën Elfje Willemsen* | Kettes      | 57,92    | 4.       | 58,02    | 4.       | 58,33    | 8.       | 58,30    | 7.       | 3:52,57    | 6.         |

* – a bob vezetője

## Gyorskorcsolya
Férfi
| Versenyző   | Versenyszám | Eredmény | Helyezés |
| ----------- | ----------- | -------- | -------- |
| Bart Swings | 1000 m      | 1:10,14  | 23.      |
| Bart Swings | 1500 m      | 1:45,95  | 10.      |
| Bart Swings | 5000 m      | 6:17,79  | 4.       |
| Bart Swings | 10 000 m    | 13:13,99 | 5.       |

Női
| Versenyző      | Versenyszám | Eredmény | Helyezés |
| -------------- | ----------- | -------- | -------- |
| Jelena Peeters | 1500 m      | 1:59,73  | 20.      |
| Jelena Peeters | 3000 m      | 4:10,87  | 12.      |

## Műkorcsolya
| Versenyző       | Versenyszám  | Rövid program | Rövid program | Kűr    | Kűr   | Összesítés | Összesítés |
| Versenyző       | Versenyszám  | Pont          | Hely.         | Pont   | Hely. | Pont       | Helyezés   |
| --------------- | ------------ | ------------- | ------------- | ------ | ----- | ---------- | ---------- |
| Jorik Hendrickx | Férfi egyéni | 72,52         | 16.           | 141,52 | 15.   | 214,04     | 16.        |

## Síakrobatika
Akrobatika
| Versenyző     | Versenyszám | Selejtező | Selejtező | Selejtező | Döntő    | Döntő    | Döntő    |
| Versenyző     | Versenyszám | 1. futam  | 2. futam  | Hely.     | 1. futam | 2. futam | Helyezés |
| ------------- | ----------- | --------- | --------- | --------- | -------- | -------- | -------- |
| Katrien Aerts | Női félcső  | 51,40     | 54,40     | 17.       | kiesett  | kiesett  | kiesett  |

## Snowboard
Akrobatika
| Versenyző     | Versenyszám      | Selejtező | Selejtező | Selejtező | Elődöntő | Elődöntő | Elődöntő | Döntő    | Döntő    | Helyezés |
| Versenyző     | Versenyszám      | 1. futam  | 2. futam  | Hely.     | 1. futam | 2. futam | Hely.    | 1. futam | 2. futam | Helyezés |
| ------------- | ---------------- | --------- | --------- | --------- | -------- | -------- | -------- | -------- | -------- | -------- |
| Mark McMorris | Férfi slopestyle | 88,25     | 91,00     | 5.        | 77,50    | 84,50    | 5.       | kiesett  | kiesett  | 13.      |